# 尖齒新箭雀鯛
尖齒新箭齒雀鯛（學名：Neoglyphidodon oxyodon），又稱尖齒新刻齒雀鯛，為輻鰭魚綱鱸形目雀鯛科新箭齒雀鯛屬的其中一種，分布於中西太平洋菲律賓、安達曼群島、印尼、帝汶海的阿什莫爾礁 The depth range for this species ranges from 0至4（0至13英尺）.海域，深度0至4公尺，本魚體呈卵圓形且側扁，成魚體呈灰黑色，幼魚體呈現深藍色，有淺黃色條紋或斑點，藍色條紋會隨著年齡的增長而褪色，背鰭硬棘13枚;背鰭軟條13-14枚;臀鰭硬棘2枚;臀鰭軟條13-14枚，體長可達15公分，棲息在遮蔽隱密的珊瑚礁和潟湖，屬雜食性，以藻類和浮游生物為食，繁殖期時，雄魚在岩石或珊瑚表面建立領地並開始清理它，雄魚會向領地的雌魚求愛，雌魚產卵後，雄魚會守護卵直至孵化，可做為觀賞魚。